# Solamente una vez
«Solamente una vez» es una canción tipo bolero compuesta por el cantautor mexicano Agustín Lara (1900-1970),para el también  mexicano José Mojica, en Buenos Aires, como despedida del mundo artístico para introducirse en el mundo místico. La estrenó la cantante mexicana Ana María González en Argentina en 1941. A su vez, la canción generó una película denominada "Melodías de América" (1942). La cantante mexicana Dora Luz lo cantó en inglés en la película de Walt Disney Los tres caballeros (1944).

## Historia
La canción, fue compuesta y dedicada por Agustín a su gran amigo, el famoso cantante, productor y actor José Mojica, a quien por solicitud personal, le dijo: 
"Necesito que me compongas una canción, porque estoy pasando por un momento muy especial y de gran tamaño, para este corazón, y me gustaría que me hagas una canción sobre lo que te voy a contar. Me voy a retirar por completo de los escenarios, porque he encontrado el gran amor de mi vida.
- ¿Y ése cual es?- preguntó Agustín, 
Dios. He decidido retirarme y dedicarme a Dios, convertirme en sacerdote, en fraile franciscano.

¿Cómo es posible eso, si tienes todo lo que quieres, mujeres, dinero, viajes, fama y aplausos.
José contó el proceso de conversión, el llamado de Dios a su corazón, a Agustín, quien puso manos a la obra y al día siguiente como a las 11 de la mañana le presentó la composición, que se volvería una de las canciones mexicanas de todos los tiempos. Esto lo contó fray José en 1969 a Pedro Vargas en Lima. Solamente una vez, fue la última canción que cantó José, antes de retirarse y convertirse en fraile.
Ana María González fue la elegida para cantarla en público por primera vez, a lo que ella citó:

Estando en Buenos Aires, Lara compuso uno de los boleros que más contribuyeron a mi fama en todo el mundo: «Solamente una vez», que le dedicó a José Mojica, uno de los grandes cantantes líricos de México, que entonces había anunciado su decisión de retirarse al mundo religioso. Entonces me lo dio para que lo estrenara en un programa de Radio Belgrano, durante una mañana del mes de junio.
Ana María González

En la película Melodías de América, José Mojica aparece como protagonista.

## Letra
Solamente una vez amé en la vida,
solamente una vez y nada más.
Solamente una vez en mi huerto brilló la esperanza,
la esperanza que alumbra el camino de mi soledad.
Una vez nada más se entrega el alma
con la dulce y total renunciación,
y cuando ese milagro realiza el prodigio de amarte,
hay campanas de fiesta que cantan en mi corazón.

## Versiones e intérpretes
La canción ha sido interpretada por diversos artistas, de diferentes épocas, con variedad de estilos y en múltiples idiomas. Algunos de los más representativos son:
- Luis Miguel,[7]
- Arielle Dombasle,[8]
- Benny Moré,[9]
- Ignacio Piñeiro,[10]
- Pedro Vargas,[11]

- Julio Iglesias,[12]
- Roberto Carlos,[13]
- Andrea Bocelli,[14]
- Chucho Valdés,[15]
- Plácido Domingo,[16]

- Ezio Pinza (1951)
- Nat King Cole,[17]
- Lucho Gatica,[18]
- Guadalupe Pineda,[19]
- Bing Crosby con Xavier Cugat y su orquesta[20]

- Elvis Presley[21]
- Andy Russell[22]
- Engelbert Humperdinck[23]
- Gene Autry.[24]
- José Carreras,[25]

- Los Tres Tenores,[26]
- Cliff Richard.[27]
- Los Indios Tabajaras[28]
- Enrique García Asensio[29]
- Charlie Haden[30]

- Sarita Montiel[31]
- Los Panchos[32]
- Rolando Villazón
- Los Tres Ases
- John Serry Sr.[33]
- Julio Iglesias[34]